# 불교 용어 목록 (육)

바로가기:
ㄱ
경
구
ㄴ
ㄷ
ㄹ
ㅁ
명
무
묵
ㅂ
불
ㅅ
삼
삽
선
소
수
시
심
ㅇ
오
온
유
육
이
ㅈ 

정
지
ㅊ
ㅋ
ㅌ
ㅍ
ㅎ

## 육계
6계(六界, 산스크리트어: sad-dhātava)는 지계(地界, prthivī) · 수계(水界, ap) · 화계(火界, tejas) · 풍계(風界, vāyu) · 공계(空界, ākāśa) · 식계(識界, vijñśna)를 말한다. 6대(六大, 산스크리트어: sad-dhātu)와 동의어이다.

## 육대
6대(六大, 산스크리트어: sad-dhātu)는 만물을 생성하는 6가지 원소인 지(地, prthivī) · 수(水, ap) · 화(火, tejas) · 풍(風, vāyu) · 공(空, ākāśa) · 식(識, vijñśna)을 말한다. 6계(六界, 산스크리트어: sad-dhātava)와 동의어이다.

## 육무위
6무위(六無爲)는 대승불교의 유식유가행파의 교학에서 설하는 허공무위(虛空無爲) · 택멸무위(擇滅無爲) · 비택멸무위(非擇滅無爲) · 부동멸무위(不動滅無爲) · 상수멸무위(想受滅無爲) · 진여무위(眞如無爲)의 6가지 무위법이다. 이 가운데 부동멸무위는 부동무위(不動無爲)라고도 한다. (참고: 5위 100법)
유식유가행파에 따르면, 6무위는 별도의 실체가 있는 6가지 무위법이 아니며, 진여(眞如) · 법성(法性) · 실상(實相) · 열반(涅槃) · 법계(法界) 등으로 불리는 1가지 무위법의 특별히 별도로 명칭을 설정할만큼 중요한 6가지 측면을 6가지 무위법으로 가립한 것이다.

## 육번뇌구
6번뇌구(六煩惱垢) 또는 6구(六垢)는 뇌(惱) · 해(害) · 한(恨) · 첨(諂) · 광(誑) · 교(憍)의 6가지 수번뇌를 말한다.
번뇌구(煩惱垢)의 문자 그대로의 뜻은 '번뇌의 때' 또는 '근본번뇌의 때'로, 구(垢)는 몸의 때로써 마음의 번뇌를 비유적으로 가리키는 낱말이다. 번뇌구는 근본번뇌 즉 수면으로부터 생겨난 2차적인 번뇌 즉 수번뇌로서, 그 오염 정도[穢污相]가 거칠다[麤]는 것, 즉 심한 번뇌라는 것을 뜻한다.
6번뇌구가 생겨나는 원천으로서의 근본번뇌는 다음과 같다.
- 뇌(惱): 5견 가운데 견취(見取)로부터 생겨난다.
- 해(害): 진(瞋)으로부터 생겨난다.
- 한(恨): 진(瞋)으로부터 생겨난다.
- 첨(諂): 온갖 견(見)으로부터 생겨난다. 즉 5견 가운데 어느 것으로부터도 생겨날 수 있다.
- 광(誑): 탐(貪)으로부터 생겨난다.
- 교(憍): 탐(貪)으로부터 생겨난다.

## 육수면
6수면(六隨眠)은 부파불교의 설일체유부에서 모든 번뇌의 근본이 되는 번뇌, 즉 근본번뇌(根本煩惱)로 규정하는 6가지의 번뇌인, 탐(貪, raga) · 진(瞋, pratigha) · 만(慢, mana) · 무명(無明, avidya) · 견(見, dṛṣṭi) · 의(疑, vicikitsa)를 말한다.

## 육수신
6수신(六受身)은 대상을 받아들여 고(苦: 괴로움) · 낙(樂: 즐거움) · 불고불락(不苦不樂: 괴롭지도 즐겁지도 않음)으로 판별하는 감수(感受) 또는 지각(知覺)의 마음작용인 수(受: 느낌) 또는 수온(受蘊)을 그것의 발동근거인 6근(六根)에 따라 6종으로 나눈 것이다.

## 육식
6식(六識)은 안식(眼識) · 이식(耳識) · 비식(鼻識) · 설식(舌識) · 신식(身識) · 의식(意識)을 말한다. 부파불교에서는 마음(즉 심왕, 즉 심법)은 1가지로 단일한 것이지만 그 발동 근거인 6경(六境)과 6근(六根)에 따라 이들 6가지의 식(識)으로 나눌 수 있다고 보았다. 6식은 6경에 대하여 보고[見] · 듣고[聞] · 냄새 맡고[嗅] · 맛보고[味] · 감촉하고[觸] · 아는[知] 인식작용이다.

## 육식십명
6식10명(六識十名,
영어: ten names of the sixth consciousness,
ten names of the sixth vijñāna) 또는 제6식10명(第六識十名)은 《종경록(宗鏡錄)》 제50권에 나오는, 제6의식(第六意識)을 가리키는 다음의 10가지 다른 명칭을 말한다.
1. 6식(六識)
2. 의식(意識)
3. 반연식(攀緣識)
4. 순구식(巡舊識)
5. 파랑식(波浪識)
6. 분별사식(分別事識)
7. 인아식(人我識)
8. 4주식(四住識)
9. 번뇌장식(煩惱障識)
10. 분단사식(分段死識)

## 육육법
1. 육육법(六六法)은 6가지 6법이라는 뜻으로, 6식(六識) · 6촉(六觸) · 6수(六受) · 6상(六想) · 6사(六思) · 6애(六愛)를 말한다. 또는 6식신(六識身) · 6촉신(六觸身) · 6수신(六受身) · 6상신(六想身) · 6사신(六思身) · 6애신(六愛身)이라고도 한다.
2. 육육법(六六法)은 6가지 6법이라는 뜻으로, 6내입처(六內入處: 6근) · 6외입처(六外入處: 6경) · 6식신(六識身) · 6촉신(六觸身) · 6수신(六受身) · 6애신(六愛身)을 말한다.

## 육인
6인(六因, 산스크리트어: sad-hetavah)은 부파불교의 설일체유부의 6인(六因) · 5과(五果) · 4연(四緣)의 인과설에서의 6인(六因)인 다음의 6가지 종류의 원인[因], 즉 원인에 대한 다음의 6가지 분류를 말한다.
1. 능작인(能作因) 산스크리트어: kārana-hetu
2. 구유인(俱有因) 산스크리트어: sahabhū-hetu
3. 동류인(同類因) 산스크리트어: sabhāga-hetu
4. 상응인(相應因) 산스크리트어: samprayukta-hetu
5. 변행인(遍行因) 산스크리트어: sarvatraga-hetu
6. 이숙인(異熟因) 산스크리트어: vipāka-hetu

## 육정
6정(六情)은 6근(六根)을 뜻한다. 6근의 구역어이다.

## 육지
- 6지(六地): 미지정 · 중간정 · 4근본정[43]

## 육창문
6창문(六瘡門)의 뜻은 '종기(腫氣: 피부가 곪으면서 생기는 큰 부스럼)를 일으키는 6가지 문'으로, 6근(六根)을 말한다.

## 육촉
6촉(六觸)은 안촉(眼觸) · 이촉(耳觸) · 비촉(鼻觸) · 설촉(舌觸) · 신촉(身觸) · 의촉(意觸)을 말한다.
안촉신(眼觸身) · 이촉신(耳觸身) · 비촉신(鼻觸身) · 설촉신(舌觸身)  · 신촉신(身觸身) · 의촉신(意觸身)의 6촉신(六觸身)이라고도 한다.

## 육취
6취(六趣)는 중생이 자신이 지은 업(業)에 따라 윤회하는 지옥취(地獄趣) · 아귀취(餓鬼趣) · 축생취(畜生趣) · 아수라취(阿修羅趣) · 인간취(人間趣) · 천상취(天上趣) 6가지의 존재 상태를 말한다. 6도(六道)라고도 한다.
6도는 지옥도(地獄道) · 아귀도(餓鬼道) · 축생도(畜生道) · 아수라도(阿修羅道) · 인간도(人間道) · 천상도(天上道)를 말한다.

## 육행관
6행관(六行觀)은 3계9지(三界九地)의 각각의 지(地)에서 수혹(修惑)을 끊기 위하여  유루지(有漏智)로써 닦는 관찰 수행을 말한다.
《구사론》 제24권에 따르면,
각각의 지(地)의 무간도(無間道)에서 그 지(地)의 하지(下地)를 대해 추(麤) · 고(苦) · 장(障)이라고 관하여 그 결과 하지를 염(厭: 싫어함)하고, 해탈도(解脫道)에서 그 지(地)의 상지(上地)에 대해 정(靜) · 묘(妙) · 리(離)라고 관하여 상지를 흔(欣: 좋아함, 즐거이 구함)한다. 이와 같이 6가지로 관찰하여 하지를 염(厭)하고 상지를 흔(欣)하기 때문에 6행관이라고 한다.
6행관(六行觀)을 염흔관(厭欣觀) · 흔염관(欣厭觀) 또는 6묘행(六妙行)이라고도 한다.

## 응작
응작(應作)은 마땅히 해야 할 일을 말한다. 반대말은 불응작(不應作)으로, 마땅히 하지 않아야 할 일을 말한다. 안혜의 《대승아비달마잡집론》에 따르면, 부정지(不正知)의 마음작용은 마음(8식, 즉 심왕, 즉 심법)으로 하여금 소관경(所觀境, 觀察境: 관찰되는 대상)에 대해 응작과 불응작을 분명히 알지[了知] 못하게 하는 작용을 한다.

## 의
의(疑,
산스크리트어: vicikitsa)는 4성제의 진리성을 의심하게 하는 마음작용, 또는 마음(8식, 즉 심왕, 즉 심법)으로 하여금 모든 진리[諦]와 논리[理], 특히 4성제에 대해 유예(猶豫: 결정을 미룸, 망설임)하게 하는 것을 본질적 성질[性]로 하는 마음작용이다.

## 의결
의결(疑結)은 애결(愛結) · 에결(恚結) · 만결(慢結) · 무명결(無明結) · 견결(見結) · 취결(取結) · 의결(疑結) · 질결(嫉結) · 간결(慳結)의 9결(九結) 가운데 하나이다.
《아비달마품류족론》 제1권에 따르면,
의결은 진리[諦]에 대하여 유예(猶豫: 망설임, 결정을 미룸)하는 것이다.
《대승아비달마집론》 제4권과 《대승아비달마잡집론》 제6권에 따르면,
의결은 진리[諦]에 대하여 유예(猶豫: 망설임, 결정을 미룸)하는 것이다. 마음이 의결 즉 진리[諦]에 대한 유예에 의해 묶이게[所繫] 되면 불 · 법 · 승 3보(三寶)에 대한 의혹이 마음에 망녕되이 생겨나는 상태가 된다. 이렇게 되면 3보에 대한 의혹이 있는 상태이기 때문에 3보 즉 깨달음[佛] · 교법[法] · 스승의 지도[僧]에 대하여 정행(正行: 바른 실천)을 닦지 않게 된다. 3보에 대하여 정행(正行: 바른 실천)을 닦지 않기 때문에 불선을 널리 행하고 갖가지 선을 행하지 않게 된다. 불선은 행하고 선은 행하지 않기 때문에 미래세의 고(苦)를 불러들이고 그 고(苦)와 상응하게 된다.

## 의계
의계(意界)는 18계(十八界) 중 하나로, 《구사론》의 설일체유부의 교학에 따르면, 마음[心] 즉 6식(六識: 안식·이식·비식·설식·신식·의식)이 과거로 낙사(落謝)한 것을 말한다. 안근(眼根)은 안식(眼識)만의 소의(所依)가 되는 것처럼 5근(五根: 5식의 인식작용의 소의, 즉 성립 근거 또는 도구)의 각각은 5식(五識) 중 해당되는 식(識)만의 소의(所依)가 된다. 반면, 의계(意界)는 마음[心] 즉 6식(六識: 안식·이식·비식·설식·신식·의식) 모두의 소의(所依)가 된다. 의계(意界)는 의근(意根)과 동의어이다.

## 의근
의근(意根)은 《구사론》의 설일체유부의 교학에 따르면, 마음[心] 즉 6식(六識: 안식·이식·비식·설식·신식·의식)이 과거로 낙사(落謝)한 것, 즉 전찰나의 마음을 말한다.
마음이 찰나 찰나로 상속하므로, 전념(前念)과 후념(後念), 즉 전찰나의 마음(前刹那의 心)과 후찰나의 마음(後刹那의 心)으로 나누고, 전념(前念)이 후념(後念)에 일어날 온갖 심적(心的) 현상을 이끌어낼 수 있는 근거라는 뜻에서 의근(意根)이라고 한다.
의근(意根)은 18계 중 의계(意界)와 동의어이다.

## 의근의 증상
의근의 증상[意根增上]은 22근 가운데 하나이며 6근 가운데 하나인 의근(意根) 즉 마음 이 가지는 다음의 2가지 뛰어난 작용력을 말한다. '근(根)'은 증상력(增上力) 즉 뛰어난 힘 또는 작용력을 가지고 있다는 것을 뜻한다.
1. 능속후유(能續後有): 능히 후유(後有: 다음 생의 존재, 즉 과보로서 다음 생에서 받는 몸과 마음,[84][85]  즉 이숙과)를 상속한다는 뜻으로, 의근은 탁태(托胎)시 부모 중 자신과는 반대의 성을 가진 사람에 대해 애(愛)의 마음을 일으키거나 혹은 둘 다에 대해 에(恚)의 마음을 일으켜 태어날 곳을 결정하는 뛰어난 작용력이 있다는 것을 말한다.[78][79]
2. 자재수행(自在隨行): '뜻하는 바대로[自在][86] 받아들여 이끈다[隨行]'는 뜻으로, 의근이 능히 세간을 이끌며 능히 세간을 두루 섭수하는 뛰어난 작용력이 있다는 것을 말한다. 즉, "마음이라는 한 가지 법이 모든 것을 뜻하는 바대로 섭수하여[自在隨] 뜻하는 바대로 이끈다[自在行] (心一法 皆自在隨行)"는 것을 말한다.[78][79]

## 의락력
의락력(意樂力)은 '즐거워하는 의지의 힘'을 말한다. 번뇌를 끊고 진리를 증득하는 힘이 있는 상태를 가리킬 때 이 낱말을 사용한다.

## 의생
의생(意生, 산스크리트어: manuja, 팔리어: manuja)은 마누(Manu)로부터 태어난 자라는 뜻으로 인간(영어: human being, man)을 뜻한다.

## 의식의 작용
의식의 작용(意識의 作用, 산스크리트어: caitta,
caitasika,
팔리어: cetasika,
영어: mental factors)은 마음작용의 다른 말이다.

## 의식작용
의식작용(意識作用, (산스크리트어: caitta,
caitasika,
팔리어: cetasika,
영어: mental factors) 또는 의식 작용은 마음작용의 다른 말이다.

## 의사
의사(意思)의 일반 사전적인 의미는 '무엇을 하고자 하는 생각'인데, 불교 용어로는 심조작성(心造作性) 또는 사(思)라고 한다. 사(思)는 5온(五蘊) 중 행온(行蘊)에 해당하며, 신업(身業) · 구업(口業) · 의업(意業)의 3업(三業) 중 의업(意業)에 해당한다.

## 의사작용
의사작용(意思作用)은 심조작성(心造作性) 즉 사(思)의 마음작용의 다른 말이다.

## 의선
의선(不鄙陋)은 논의 장엄[論莊嚴]을 구성하는 5가지 요소 중 하나인 언구원만(言具圓滿: 말이 원만하게 갖추어진 것)을 구성하는 불비루(不鄙陋) · 경이(輕易) · 웅랑(雄朗) · 상응(相應) · 의선(義善)의 5덕(五德: 5가지 특질) 가운데 하나이다. 문자 그대로는 '뜻이 선한 것'으로, 설명과 표현이 능히 승생(勝生)과 정승(定勝)을 이끌어 일으키고 전도(顚倒)가 없는 것을 말한다.

## 의식
부파불교의 설일체유부의 논서 《아비달마품류족론》 제3권에 따르면,
의식(意識)은 식(識), 즉 마음, 즉 안식(眼識) · 이식(耳識) · 비식(鼻識) · 설식(舌識) · 신식(身識) · 의식(意識)의 6식신(六識身) 가운데 하나로, 의근[意]과 법경[法]을 연(緣: 원인 또는 간접적 원인)으로 하여 생겨나는 의근의 인식[意識]을 말한다. 이 때 의근이 증상(增上) 즉 소의(所依)가 되고 법경이 소연(所緣)이 된다. 의근에 의해 인식[識]되는 법경에 대한[於意所識法] 모든 이정당요별(已正當了別) 즉 과거의 요별[已了別] · 현재의 요별[正了別] · 미래의 요별[當了別]을 통칭하여 안식(眼識)이라 이름한다.

## 의신
의신(依身)은 소의신(所依身)의 줄임말이다.

## 의심
의심(疑心)은 의(疑)의 마음작용(심소법)의 다른 말이다.

## 의업
의업(意業, 산스크리트어: manas-karman)은 문자 그대로의 의미는 '마음 또는 뜻으로 짓는 업'으로, 신업(身業) · 구업(口業) · 의업(意業)의 3업(三業) 가운데 하나이며, 의사(意思) 또는 의지(意志)로 짓는 온갖 정신적 행위, 즉 의사(意思)가 담긴 온갖 생각 또는 의지(意志)가 담긴 온갖 생각을 말한다.
예를 들어, 10선(十善) 가운데 불탐욕(不貪欲) · 불진에(不瞋恚) · 불사견(不邪見)의 3가지가 선한 의업에 속하며, 10악 가운데 탐욕(貪欲) · 진에(瞋恚) · 사견(邪見)이 불선한 의업에 속한다. 10선과 10악의 이들 3가지를 의업에 속한 3가지 업이라는 뜻에서 전통적인 용어로 의3(意三)이라 한다. 즉 선한 의3이 있고 불선한 의3이 있다.

## 의지
의지(意志)의 일반 사전적인 의미는 '어떠한 일을 이루고자 하는 마음' 또는 '어떠한 목적을 실현하기 위하여 자발적으로 의식적인 행동을 하게 하는 내적 욕구' 또는 '선택이나 행위의 결정에 대한 내적이고 개인적인 역량'인데, 불교 용어로는 심조작성(心造作性) 또는 사(思)라고 한다. 사(思)는 5온(五蘊) 중 행온(行蘊)에 해당하며, 신업(身業) · 구업(口業) · 의업(意業)의 3업(三業) 중 의업(意業)에 해당한다.

## 의지작용
의지작용(意志作用)은 심조작성(心造作性) 즉 사(思)의 마음작용의 다른 말이다.

## 의촉
의촉(意觸)은 안촉(眼觸) · 이촉(耳觸) · 비촉(鼻觸) · 설촉(舌觸) · 신촉(身觸) · 의촉(意觸)의 6촉(六觸) 가운데 하나이다. 의촉신(意觸身)이라고도 한다.
부파불교의 설일체유부의 논서 《아비달마품류족론》 제3권에 따르면,
의촉(意觸)은 의근[意]과 법경[法]을 연(緣: 원인 또는 간접적 원인)으로 하여 의식(意識)이 생겨날 때의 의근 · 법경 · 의식의 3화합(三和合)으로 인한 촉[三和合故觸]이다. 이 때 의근이 증상(增上) 즉 소의(所依)가 되고 법경이 소연(所緣)이 된다. 의근에 의해 인식[識]되는 법경에 대한[於意所識法] 모든 촉(觸: 3화합) · 등촉(等觸: 평등한 3화합) · 촉성(觸性: 3화합의 성질) · 등촉성(等觸性: 평등한 3화합의 성질) · 이촉(已觸: 과거의 3화합) · 촉류(觸類: 3화합의 등류)를 통칭하여 의촉(意觸)이라 이름한다.

## 의촉소생사
부파불교의 설일체유부의 논서 《아비달마품류족론》 제3권에 따르면,
의촉소생사(意觸所生思)는 의근[意]과 법경[法]을 연(緣: 원인 또는 간접적 원인)으로 하여 의식(意識)이 생겨날 때, 의근 · 법경 · 의식의 3화합(三和合)으로 인해 촉[三和合故觸]이 생겨남과 동시에 또한 이 촉(觸)이 연(緣: 원인 또는 간접적 원인)이 되어서 생겨나는 사(思)이다.
이 때 의근이 의촉소생사의 증상(增上) 즉 소의(所依)가 되고 법경이 의촉소생사의 소연(所緣)이 된다. 의촉은 의촉소생사의 인(因: 직접적 원인)이 되고 집(集: 집기)이 되고 유(類: 등류)가 되고 생(生: 생겨나게 함, 생상)이 된다. 그리고 의촉소생사는 의촉소생작의(意觸所生作意) 즉  의촉으로 인해 생겨난 작의(作意)와 상응한다.
의근에 의해 인식[識]되는 법경에 대한[於意所識法] 모든 사(思: 심조작, 마음으로 짓고 만듦) · 등사(等思: 그 모두에 대한 심조작) · 증상등사(增上等思: 그 모두에 대한 뛰어난 심조작) · 이사(已思: 과거의 심조작) · 사류(思類: 심조작의 등류) · 심작의업(心作意業: 마음으로 의업을 지음)을 통칭하여 의촉소생사(意觸所生思)라 이름한다.

## 의촉소생애
의촉소생애(意觸所生愛)는 안촉소생애 · 이촉소생애 · 비촉소생애 · 설촉소생애 · 신촉소생애 · 의촉소생애의 6애신(六愛身) 가운데 하나이다.
부파불교의 설일체유부의 논서 《아비달마품류족론》 제3권에 따르면,
의촉소생애(意觸所生愛)는 의근[意]과 법경[法]을 연(緣: 원인 또는 간접적 원인)으로 하여 의식(意識)이 생겨날 때, 의근 · 법경 · 의식의 3화합(三和合)으로 인해 촉[三和合故觸]이 생겨나고 그런 후 이 촉(觸)이 연(緣: 원인 또는 간접적 원인)이 되어서 생겨나는 애(愛)이다.
이 때 의근이 의촉소생애의 증상(增上) 즉 소의(所依)가 되고 법경이 의촉소생애의 소연(所緣)이 된다.
의근에 의해 인식[識]되는 법경에 대한[於意所識法] 모든 탐(貪) · 등탐(等貪) · 집장(執藏) · 방호(防護) · 탐착(耽著) · 애락(愛樂)을 통칭한다. 즉, 정신적 대상에 대한 탐(貪) · 그 모두에 대한 탐[等貪] · 꽉 쥐어서 간직함[執藏] · 빼앗기지 않기 위해 막아 수호함[防護] · 빠져서 들러붙음[耽著] · 갈망하며 좋아함[愛樂]의 마음작용을 통칭하여 의촉소생애(意觸所生愛)라 이름한다.

## 참고 문헌
- 이 문서에는 다음커뮤니케이션(현 카카오)에서 GFDL 또는 CC-SA 라이선스로 배포한 글로벌 세계대백과사전의 내용을 기초로 작성된 글이 포함되어 있습니다.
- 가전연자 지음, 승가제바·축불념 한역, 권오민 번역 (K.943, T.1543). 《아비담팔건도론》. 한글대장경 검색시스템 - 전자불전연구소 / 동국역경원. K.943(24-695), T.1543(26-771).
- 고려대장경연구소. 《고려대장경 전자 불교용어사전》. 고려대장경 지식베이스 / (사)장경도량 고려대장경연구소.
- 고익진 (1989). 《한국 고대 불교 사상사》. 동국대학교 출판부.
- 곽철환 (2003). 《시공 불교사전》. 시공사 / 네이버 지식백과.
- 구나발타라(求那跋陀羅) 한역 (K.650, T.99). 《잡아함경》. 한글대장경 검색시스템 - 전자불전연구소 / 동국역경원. K.650(18-707), T.99(2-1).
- 구나발타라 한역, 번역자 미상 (K.54, T.353). 《승만경》. 한글대장경 검색시스템 - 전자불전연구소 / 동국역경원. K.54(6-1361), T.353(12-217).
- 구마라습 한역, 차차석 번역 (K.991, T.614). 《좌선삼매경》. 한글대장경 검색시스템 - 전자불전연구소 / 동국역경원. K.991(30-128), T.614(15-269).
- 권오민 (1991). 《경량부철학의 비판적 체계 연구》. 동국대학원 철학박사 학위논문.
- 권오민 (2003). 《아비달마불교》. 민족사.
- 담무참 한역, 번역자 미상 (K.105, T.374). 《대반열반경》. 일명 《북본열반경》. 한글대장경 검색시스템 - 전자불전연구소 / 동국역경원. K.105(9-1), T.374(12-365).
- 목건련 지음, 현장 한역, 송성수 번역 (K.945, T.1537). 《아비달마법온족론》. 한글대장경 검색시스템 - 전자불전연구소 / 동국역경원. K.945(24-1091), T.1537(26-453).
- 무착 지음, 바라파밀다라 한역, 이영무 번역 (K.586, T.1604). 《대승장엄경론》. 한글대장경 검색시스템 - 전자불전연구소 / 동국역경원. K.586(16-843), T.1604(31-589).
- 무착 지음, 현장 한역 (K.571, T.1602). 《현양성교론》. 한글대장경 검색시스템 - 전자불전연구소 / 동국역경원. K.571(16-1), T.1602(31-480).
- 무착 지음, 현장 한역, 이한정 번역 (K.572, T.1605). 《대승아비달마집론》. 한글대장경 검색시스템 - 전자불전연구소 / 동국역경원. K.572(16-157), T.1605(31-663).
- 미륵 지음, 현장 한역, 강명희 번역 (K.614, T.1579). 《유가사지론》. 한글대장경 검색시스템 - 전자불전연구소 / 동국역경원. K.570(15-465), T.1579(30-279).
- 법구 지음, 승가발마 등 한역, 김형준 번역 (K.960, T.1552). 《잡아비담심론》. 한글대장경 검색시스템 - 전자불전연구소 / 동국역경원. K.960(28-391), T.1552(28-869).
- 법승 지음, 승가제바·혜원 한역, 김재천 번역 (K.959, T.1550). 《아비담심론》. 한글대장경 검색시스템 - 전자불전연구소 / 동국역경원. K.959 (28-355), T.1550 (28-809).
- 법장 술, 노혜남 번역 (K.1513, T.1733). 《화엄경탐현기》. 한글대장경 검색시스템 - 전자불전연구소 / 동국역경원. K.1513(47-458), T.1733(35-107).
- 불타야사·축불념 한역, 번역자 미상 (K.647, T.1). 《장아함경》. 한글대장경 검색시스템 - 전자불전연구소 / 동국역경원. K.647(17-815), T.1(1-1).
- 사리자 설, 현장 한역, 송성수 번역 (K.946, T.1536). 《아비달마집이문족론》. 한글대장경 검색시스템 - 전자불전연구소 / 동국역경원. K.946(24-1183), T.1536(26-367).
- 서정형 (2004). 《나가르주나 『중론』(해제)》. 서울대학교 철학사상연구소 / 네이버 지식백과.
- 서정형 (2004b). 《『밀린다팡하』(해제)》. 서울대학교 철학사상연구소 / 네이버 지식백과.
- 세우 지음, 구나발타라·보리야사 한역, 송성수 번역 (K.950, T.1541). 《중사분아비담론》. 한글대장경 검색시스템 - 전자불전연구소 / 동국역경원. K.950(25-271), T.1541(26-627).
- 세우 지음, 현장 한역, 송성수 번역 (K.949, T.1542). 《아비달마품류족론》. 한글대장경 검색시스템 - 전자불전연구소 / 동국역경원. K.949(25-149), T.1542(26-692).
- 세친 지음, 현장 한역, 권오민 번역 (K.955, T.1558). 《아비달마구사론》. 한글대장경 검색시스템 - 전자불전연구소 / 동국역경원. K.955(27-453), T.1558(29-1).
- 세친 지음, 현장 한역, 김묘주 번역 (K.594, T.1597). 《섭대승론석》. 한글대장경 검색시스템 - 전자불전연구소 / 동국역경원. K.594(17-76), T.1597(31-321).
- 세친 지음, 현장 한역, 송성수 번역 (K.618, T.1612). 《대승오온론》. 한글대장경 검색시스템 - 전자불전연구소 / 동국역경원. K.618(17-637), T.1612(31-848).
- 세친 지음, 현장 한역, 송성수 번역 (K.644, T.1614). 《대승백법명문론》. 한글대장경 검색시스템 - 전자불전연구소 / 동국역경원. K.644(17-808), T.1614(31-855).
- 승가제바(僧伽提婆) 한역. 《중아함경》. 한글대장경 검색시스템 - 전자불전연구소 / 동국역경원.
- 안혜 지음, 지바하라 한역, 조환기 번역 (K.619, T.1613). 《대승광오온론》. 한글대장경 검색시스템 - 전자불전연구소 / 동국역경원. K.619(17-641), T.1613(31-850).
- 안혜 지음, 현장 한역, 이한정 번역 (K.576, T.1605). 《대승아비달마잡집론》. 한글대장경 검색시스템 - 전자불전연구소 / 동국역경원. K.576(16-228), T.1606(31-694).
- 오백 아라한 지음, 현장 한역, 송성수 번역 (K.952, T.1545). 《아비달마대비바사론》. 한글대장경 검색시스템 - 전자불전연구소 / 동국역경원. K.952(26-1,27-1), T.1545(27-1).
- 운월 (2005). 《근본불교의 수행체계에 대하여》. 한국선학회.
- 운허.  동국역경원 편집, 편집. 《불교 사전》.
- 용수 지음, 구마라습 한역, 김성구 번역 (K.549, T.1509). 《대지도론》. 한글대장경 검색시스템 - 전자불전연구소 / 동국역경원. K.549(14-493), T.1509(25-57).
- 용수 지음, 구마라습 한역, 박인성 번역 (K.577, T.1564). 《중론》. 한글대장경 검색시스템 - 전자불전연구소 / 동국역경원. K.577(16-350), T.1564(30-1).
- 제바설마 지음, 현장 한역, 송성수 번역 (K.947, T.1539). 《아비달마식신족론》. 한글대장경 검색시스템 - 전자불전연구소 / 동국역경원. K.947 (25-1), T.1539 (26-531).
- 중현 지음, 현장 한역, 권오민 번역 (K.956, T.1562). 《아비달마순정리론》. 한글대장경 검색시스템 - 전자불전연구소 / 동국역경원. K.956(27-680), T.1562(29-329).
- 중현 지음, 현장 한역, 권오민 번역 (K.957, T.1563). 《아비달마장현종론》. 한글대장경 검색시스템 - 전자불전연구소 / 동국역경원. K.957(28-1), T.1563(29-777).
- 축불념 한역, 노혜능 번역 (K.530, T.1485). 《보살영락본업경》. 한글대장경 검색시스템 - 전자불전연구소 / 동국역경원. K.530(14-374), T.1485(24-1010).
- 최봉수 (1999). 〈색온에서의 색의 의미 - 구사론과 청정도론의 색온론을 비교하여〉. 《불교학보》.
- 현장 한역, 김달진 번역 (K.154, T.676). 《해심밀경》. 한글대장경 검색시스템 - 전자불전연구소 / 동국역경원. K.154(10-709), T.676(16-688).
- 호법 등 지음, 현장 한역, 김묘주 번역 (K.614, T.1585). 《성유식론》. 한글대장경 검색시스템 - 전자불전연구소 / 동국역경원. K.614(17-510), T.1585(31-1).
- 황욱 (1999). 《무착[Asaṅga]의 유식학설 연구》. 동국대학원 불교학과 박사학위논문.
- (영어) Bodhi, Bhikkhu (trans.) (2000). 《The Connected Discourses of the Buddha: A Translation of the Samyutta Nikaya》. Boston: Wisdom Publications. ISBN 0-86171-331-1.
- (영어) Dawson, John (1888). 《A Classical Dictionary Of Hindu Mythology And Religion Geography History And Literature》. London: Trübner.
- (영어) DDB. 《Digital Dictionary of Buddhism (電子佛教辭典)》. Edited by A. Charles Muller.
- (영어) Macdonell, Arthur Anthony (1929). 《A practical Sanskrit dictionary with transliteration, accentuation, and etymological analysis throughout》. London: Oxford University Press.
- (영어) Gethin, R.M.L. (1992). 《The Buddhist Path to Awakening: A Study of the Bodhi-Pakkhiyā Dhammā》. Leiden: E.J. Brill. ISBN 90-04-09442-3.
- (영어) Rhys Davids, Caroline A.F. ([1900], 2003). 《Buddhist Manual of Psychological Ethics, of the Fourth Century B.C., Being a Translation, now made for the First Time, from the Original Pāli, of the First Book of the Abhidhamma-Piṭaka, entitled Dhamma-Saṅgaṇi (Compendium of States or Phenomena)》. Whitefish, MT: Kessinger Publishing. ISBN 0-7661-4702-9.
- (영어) Sanskrit and Tamil Dictionaries. 《Cologne Digital Sanskrit Dictionaries》. Institute of Indology and Tamil Studies, Cologne University (www.sanskrit-lexicon.uni-koeln.de).
- (영어) Rhys Davids, T.W. & William Stede (eds.) (1921-5). 《The Pali Text Society's Pali–English Dictionary》. Chipstead: Pali Text Society.
- (영어) Thanissaro Bhikkhu (1996, 1998). 《Wings to Awakening》. Retrieved 2008-07-07 from "Access to Insight" at http://www.accesstoinsight.org/lib/authors/thanissaro/wings/index.html.
- (중국어) 가다연니자 조, 현장 한역 (T.1544). 《아비달마발지론(阿毘達磨發智論)》. 대정신수대장경. T26, No. 1544, CBETA.
- (중국어) 가전연자 지음, 승가제바·축불념 한역 (T.1543). 《아비담팔건도론(阿毘曇八犍度論)》. 대정신수대장경. T26, No. 1543, CBETA.
- (중국어) 구나발타라(求那跋陀羅) 한역 (T.99). 《잡아함경(雜阿含經)》. 대정신수대장경. T2, No. 99, CBETA.
- (중국어) 구나발타라 한역 (T.353). 《승만경(勝鬘經)》. 대정신수대장경. T12, No. 353, CBETA.
- (중국어) 구마라습 한역 (T.614). 《좌선삼매경(坐禪三昧經)》. 대정신수대장경. T15, No. 614, CBETA. }
- (중국어) 규기 찬 (T.1830). 《성유식론술기(成唯識論述記)》. 대정신수대장경. T43, No. 1830, CBETA.
- (중국어) 규기 찬 (T.1861). 《대승법원의림장(大乘法苑義林章)》. 대정신수대장경. T45, No. 1861, CBETA.
- (중국어) 길장 찬 (T.1744). 《승만보굴(勝鬘寶窟)》. 대정신수대장경. T37, No. 1744, CBETA.
- (중국어) 담무참 한역 (T.374). 《대반열반경(大般涅槃經)》. 일명 《북본열반경》. 대정신수대장경. T12, No. 374, CBETA.
- (중국어) 목건련 조, 현장 한역 (T.1537). 《아비달마법온족론(阿毘達磨法蘊足論)》. 대정신수대장경. T26, No. 1537, CBETA.
- (중국어) 무착 조, 바라파밀다라 한역 (T.1604). 《대승장엄경론(大乘莊嚴經論)》. 대정신수대장경. T31, No. 1604, CBETA.
- (중국어) 무착 조, 현장 한역 (T.1602). 《현양성교론(顯揚聖教論)》. 대정신수대장경. T31, No. 1602, CBETA.
- (중국어) 무착 조, 현장 한역 (T.1605). 《대승아비달마집론(大乘阿毘達磨集論)》. 대정신수대장경. T31, No. 1605, CBETA.
- (중국어) 미륵 조, 현장 한역 (T.1579). 《유가사지론(瑜伽師地論)》. 대정신수대장경. T30, No. 1579. CBETA.
- (중국어) 법구 조, 승가발마 등 한역 (T.1552). 《잡아비담심론(雜阿毘曇心論)》. 대정신수대장경. T28, No. 1552, CBETA.
- (중국어) 법승 조, 승가제바·혜원 한역 (T.1550). 《아비담심론(阿毘曇心論)》. 대정신수대장경. T28, No. 1550, CBETA.
- (중국어) 법운 편찬 (T.2131). 《번역명의집(翻譯名義集)》. 대정신수대장경. T54, No. 2131, CBETA.
- (중국어) 법장 술 (T.1733). 《화엄경탐현기(華嚴經探玄記)》. 대정신수대장경. T35, No. 1733, CBETA.
- (중국어) 佛門網. 《佛學辭典(불학사전)》.
- (중국어) 불타야사·축불념 한역 (T.1). 《장아함경(長阿含經)》. 대정신수대장경. T1, No. 1, CBETA. }
- (중국어) 사리자 설, 현장 한역 (T.1536). 《아비달마집이문족론(阿毘達磨集異門足論)》. 대정신수대장경. T26, No. 1536, CBETA.
- (중국어) 색건타라 조, 현장 한역 (T.1554). 《입아비달마론(入阿毘達磨論)》. 대정신수대장경. T28, No. 1554, CBETA. }
- (중국어) 星雲. 《佛光大辭典(불광대사전)》 3판.
- (중국어) 세우 조, 구나발타라·보리야사 한역 (T.1541). 《중사분아비담론(眾事分阿毘曇論)》. 대정신수대장경. T26, No. 1541, CBETA.
- (중국어) 세우 조, 현장 한역 (T.1542). 《아비달마품류족론(阿毘達磨品類足論)》. 대정신수대장경. T26, No. 1542, CBETA.
- (중국어) 세친 조, 진제 한역 (T.1559). 《아비달마구사석론(阿毘達磨俱舍釋論)》. 대정신수대장경. T29, No. 1559, CBETA.
- (중국어) 세친 조, 현장 한역 (T.1558). 《아비달마구사론(阿毘達磨俱舍論)》. 대정신수대장경. T29, No. 1558, CBETA.
- (중국어) 세친 조, 현장 한역 (T.1597). 《섭대승론석(攝大乘論釋)》. 대정신수대장경. T31, No. 1597, CBETA.
- (중국어) 세친 조, 현장 한역 (T.1612). 《대승오온론(大乘五蘊論)》. 대정신수대장경. T31, No. 1612, CBETA.
- (중국어) 세친 조, 현장 한역 (T.1614). 《대승백법명문론(大乘百法明門論)》. 대정신수대장경. T31, No. 1614, CBETA.
- (중국어) 세친 조, 현장 한역, 규기 주해 (T.1836). 《대승백법명문론해(大乘百法明門論解)》. 대정신수대장경. T44, No. 1836_, CBETA.
- (중국어) 승가제바(僧伽提婆) 한역 (T.26). 《중아함경(中阿含經)》. 대정신수대장경. T1, No. 26, CBETA.
- (중국어) 阿含辭典. 《阿含辭典(아함사전)》.
- (중국어) 안혜 조, 지바하라 한역 (T.1613). 《대승광오온론(大乘廣五蘊論)》. 대정신수대장경. T31, No. 1613, CBETA.
- (중국어) 안혜 조, 현장 한역 (T.1606). 《대승아비달마잡집론(大乘阿毘達磨雜集論)》. 대정신수대장경. T31, No. 1606, CBETA.
- (중국어) 연수 편찬 (T.2016). 《종경록(宗鏡錄)》. 대정신수대장경. T48, No. 2016, CBETA.
- (중국어) 오백 아라한 조, 현장 한역 (T.1545). 《아비달마대비바사론(阿毘達磨大毘婆沙論)》. 대정신수대장경. T27, No. 1545, CBETA.
- (중국어) 용수 조, 구마라습 한역 (T.1509). 《대지도론(大智度論)》. 대정신수대장경. T25, No. 1509, CBETA. }
- (중국어) 용수 조, 구마라습 한역 (T.1564). 《중론(中論)》. 대정신수대장경. T30, No. 1564, CBETA.
- (중국어) 원측 찬 (X.369). 《해심밀경소(解深密經疏)》. 만신찬속장경. X21, No. 369, CBETA.
- (중국어) 원휘(圓暉) (T.1823). 《구사론송소론본(俱舍論頌疏論本)》. 대정신수대장경. T41, No. 1823, CBETA.
- (중국어) 丁福保. 《佛學大辭典(불학대사전)》. 一行佛學辭典搜尋.
- (중국어) 제관 록 (T.1931). 《천태사교의(天台四教儀)》. 대정신수대장경. T46, No. 1931, CBETA.
- (중국어) 제바설마 조, 현장 한역 (T.1539). 《아비달마식신족론(阿毘達磨識身足論)》. 대정신수대장경. T26, No. 1539, CBETA.
- (중국어) 중현 조, 현장 한역 (T.1562). 《아비달마순정리론(阿毘達磨順正理論)》. 대정신수대장경. T29, No. 1562, CBETA.
- (중국어) 중현 조, 현장 한역 (T.1563). 《아비달마장현종론(阿毘達磨藏顯宗論)》. 대정신수대장경. T29, No. 1563, CBETA.
- (중국어) 지의 설, 관정 록 (T.1783). 《금광명경현의(金光明經玄義)》. 대정신수대장경. T39, No. 1783, CBETA. }
- (중국어) 지의 설, 법신 기 (T.1916). 《석선바라밀차제법문(釋禪波羅蜜次第法門)》. 대정신수대장경. T46, No. 1916, CBETA.
- (중국어) 축불념 한역 (T.1485). 《보살영락본업경(菩薩瓔珞本業經)》. 대정신수대장경. T24, No. 1485, CBETA.
- (중국어) 현장 한역 (T.1563). 《해심밀경(解深蜜經)》. 대정신수대장경. T16, No. 676, CBETA.
- (중국어) 혜원 찬 (T.1851). 《대승의장(大乘義章)》. 대정신수대장경. T44, No. 1851, CBETA.
- (중국어) 호법 등 지음, 현장 한역 (T.1585). 《성유식론(成唯識論)》. 대정신수대장경. T31, No. 1585, CBETA.

## 주해
1. ↑  엄밀히 말하면, 6식이 과거로 낙사한 것, 즉 과거의 경험의 총체가 의근이기 때문에 의근와 마음, 즉 의근과 6식(또는 8식 중 6식)은 구분된다. 하지만, 설일체유부와 유식유가행파의 교학에 따르면 의근은 즉시 다음 찰나의 6식을 일으키는 등무간연이 된다. 말하자면, 과거의 경험의 총체는 곧바로 현재의 마음 즉 현재의 의식활동의 근거가 되는 것이다. 따라서, 사실상 의근이 곧 마음이라고 할 수 있다. 현재의 6식은 의근이라는 바다의 표층에서 일어나는 파도 또는 물의 흐름이라고 할 수 있다. 이 물의 흐름이 배를 이끌어가는 듯이 보이지만, 실제로는 표층 아래의 흐름으로 인해 표층의 흐름이 있기 때문에, 실제로 5온이라는 배를 이끌어가는 것은 표층의 6식이 아니라 의근 즉 '과거 경험의 총체' 즉 '업의 총체'이다. 그리고, 사실 유식유가행파의 제8아뢰야식과 제7말나식에 대한 교학은 의근 즉 '과거 경험의 총체' 즉 '업의 총체'에 대한 이와 같은 사유에 바탕하여 형성된 것이다. 그런데 '과거 경험의 총체'가 현재의 활동에 영향을 미친다는 것은 사실 하나의 당연한 상식이자 진리라고 할 수 있다. 설일체유부와 유식유가행파의 의근에 대한 교학은 이 상식적인 이치 또는 진리를 보다 명확히 밝힌 것이라고 할 수 있다.